# Абрикосівська сільська рада (Кам'янець-Подільський район)
Абрико́сівська сільська́ ра́да — адміністративно-територіальна одиниця та орган місцевого самоврядування в Кам'янець-Подільському районі Хмельницької області. Адміністративний центр — село Абрикосівка.
Тепер її територія (2 села) входить до складу Гуменецької сільської ради:
Рішенням тридцять третьої позачергової сесії VI скликання Хмельницької обласної ради від 13.08.2015 затверджено створення Гуменецької об’єднаної територіальної громади. До складу громади увійшли території Абрикосівської сільської ради, Великозаліської сільської ради, Голосківської сільської ради, Гуменецької сільської ради, Думанівської сільської ради, Залісся Другої сільської ради, Нігинської сільської ради, Супрунковецької сільської ради.
Старости сіл на офіційному сайті [Архівовано 29 серпня 2016 у Wayback Machine.] Гуменецької громади

## Загальні відомості
Абрикосівська сільська рада утворена в 1995 році.
- Територія ради: 15,75 км²
- Населення ради: 593 особи (станом на 2001 рік)

## Населені пункти
Сільській раді були підпорядковані населені пункти:
- с. Абрикосівка
- с. Корчівка

## Склад ради
Рада складалася з 14 депутатів та голови.
- Голова ради: Усік Ігор Михайлович
- Секретар ради: Тимчишина Валентина Миколаївна

### Керівний склад попередніх скликань
| Прізвище, ім'я, по батькові | Основні відомості                                                 | Дата обрання | Дата звільнення |
| --------------------------- | ----------------------------------------------------------------- | ------------ | --------------- |
| Усік Ігор Михайлович        | Сільський голова, 1973 року народження, освіта вища, безпартійний | 26.03.2006   | 31.10.2010      |
| Усік Ігор Михайлович        | Сільський голова, 1973 року народження, освіта вища, безпартійний | 31.10.2010   |                 |

Примітка: таблиця складена за даними сайту Верховної Ради України

### Депутати
За результатами місцевих виборів 2010 року депутатами ради стали:

#### За суб'єктами висування
| Суб'єкт висування | Кількість обраних депутатів | %    |
| ----------------- | --------------------------- | ---- |
| Самовисування     | 9                           | 64,3 |
| Народна партія    | 5                           | 35,7 |

#### За округами
| № округу       | Прізвище, ім'я, по батькові        | Дата визнання обраним | Освіта             | Партійна приналежність | Відомості про обраного депутата                                                  |
| -------------- | ---------------------------------- | --------------------- | ------------------ | ---------------------- | -------------------------------------------------------------------------------- |
| Народна Партія |                                    |                       |                    |                        |                                                                                  |
| 4              | Жмурко Валентина Михайлівна        | 03.11.2010            | середня спеціальна | член Народної партії   | Абрикосівська сільська рада, землевпорядник                                      |
| 5              | Костковська Оксана Миколаївна      | 03.11.2010            | вища               | член Народної партії   | Дикретна відпустка                                                               |
| 6              | Полінська Людмила Францівна        | 03.11.2010            | середня            | член Народної партії   | тимчасово не працює                                                              |
| 8              | Гончарук Анатолій Васильович       | 03.11.2010            | середня            | член Народної партії   | тимчасово не працює                                                              |
| 11             | Лось Ганна Павлівна                | 03.11.2010            | середня спеціальна | член Народної партії   | Районний територіальний центр, соціальний працівник                              |
| Самовисування  |                                    |                       |                    |                        |                                                                                  |
| 1              | Завадський Богдан Володимирович    | 03.11.2010            | вища               | позапартійний          | тимчасово не працює                                                              |
| 2              | Завадський Ігор Михайлович         | 03.11.2010            | середня            | позапартійний          | тимчасово не працює                                                              |
| 3              | Білоконь Ларіса Антонівна          | 03.11.2010            | середня спеціальна | позапартійна           | тимчасово не працює                                                              |
| 7              | Гончарук Микола Олександрович      | 03.11.2010            | вища               | позапартійний          | Абрикосівська загальноосвітня школа, охоронник                                   |
| 9              | Захарчук Віктор Йосипович          | 03.11.2010            | вища               | позапартійний          | ПП «Преторіс», охоронець                                                         |
| 10             | Тимчишина Валентина Миколаївна     | 03.11.2010            | вища               | позапартійна           | Абрикосівська сільська рада, секретар                                            |
| 12             | Поліщук Анатолій Петрович          | 03.11.2010            | середня спеціальна | позапартійний          | ВАТ «Адамс», електрик                                                            |
| 13             | Лопушанський Віталій Володимирович | 03.11.2010            | вища               | позапартійний          | тимчасово не працює                                                              |
| 14             | Байдецький Богдан Володимирович    | 03.11.2010            | вища               | позапартійний          | Кам'янець-Подільська районна державна адміністрація, головний спеціаліст відділу |